# Блек-Каньйон-Сіті (Аризона)
Блек-Каньйон-Сіті (англ. Black Canyon City) — переписна місцевість (CDP) в США, в окрузі Явапай штату Аризона. Населення — 2677 осіб (2020).

## Географія
Блек-Каньйон-Сіті розташований за координатами 34°4′15″ пн. ш. 112°7′19″ зх. д. / 34.07083° пн. ш. 112.12194° зх. д. (34.070945, -112.122024).  За даними Бюро перепису населення США в 2010 році переписна місцевість мала площу 62,86 км², уся площа — суходіл.

## Демографія
Згідно з переписом 2010 року, у переписній місцевості мешкало 2837 осіб у 1317 домогосподарствах у складі 772 родин. Густота населення становила 45 осіб/км².  Було 1563 помешкання (25/км²).
Расовий склад населення:
| - 93,9 % — білих - 1,3 % — корінних американців - 0,4 % — азіатів - 0,2 % — чорних або афроамериканців - 1,9 % — осіб інших рас |

До двох чи більше рас належало 2,3 %. Частка іспаномовних становила 5,6 % від усіх жителів.
За віковим діапазоном населення розподілялося таким чином: 15,5 % — особи молодші 18 років, 60,0 % — особи у віці 18—64 років, 24,5 % — особи у віці 65 років та старші. Медіана віку мешканця становила 52,3 року. На 100 осіб жіночої статі у переписній місцевості припадало 106,6 чоловіків;  на 100 жінок у віці від 18 років та старших — 106,6 чоловіків також старших 18 років.
Середній дохід на одне домашнє господарство  становив 45 415 доларів США (медіана — 35 781), а середній дохід на одну сім'ю — 43 932 долари (медіана — 38 712). За межею бідності перебувало 14,7 % осіб, у тому числі 22,0 % дітей у віці до 18 років та 3,5 % осіб у віці 65 років та старших.
Цивільне працевлаштоване населення становило 771 осіб. Основні галузі зайнятості: роздрібна торгівля — 24,1 %, мистецтво, розваги та відпочинок — 21,8 %, освіта, охорона здоров'я та соціальна допомога — 18,7 %.